# Zoelen

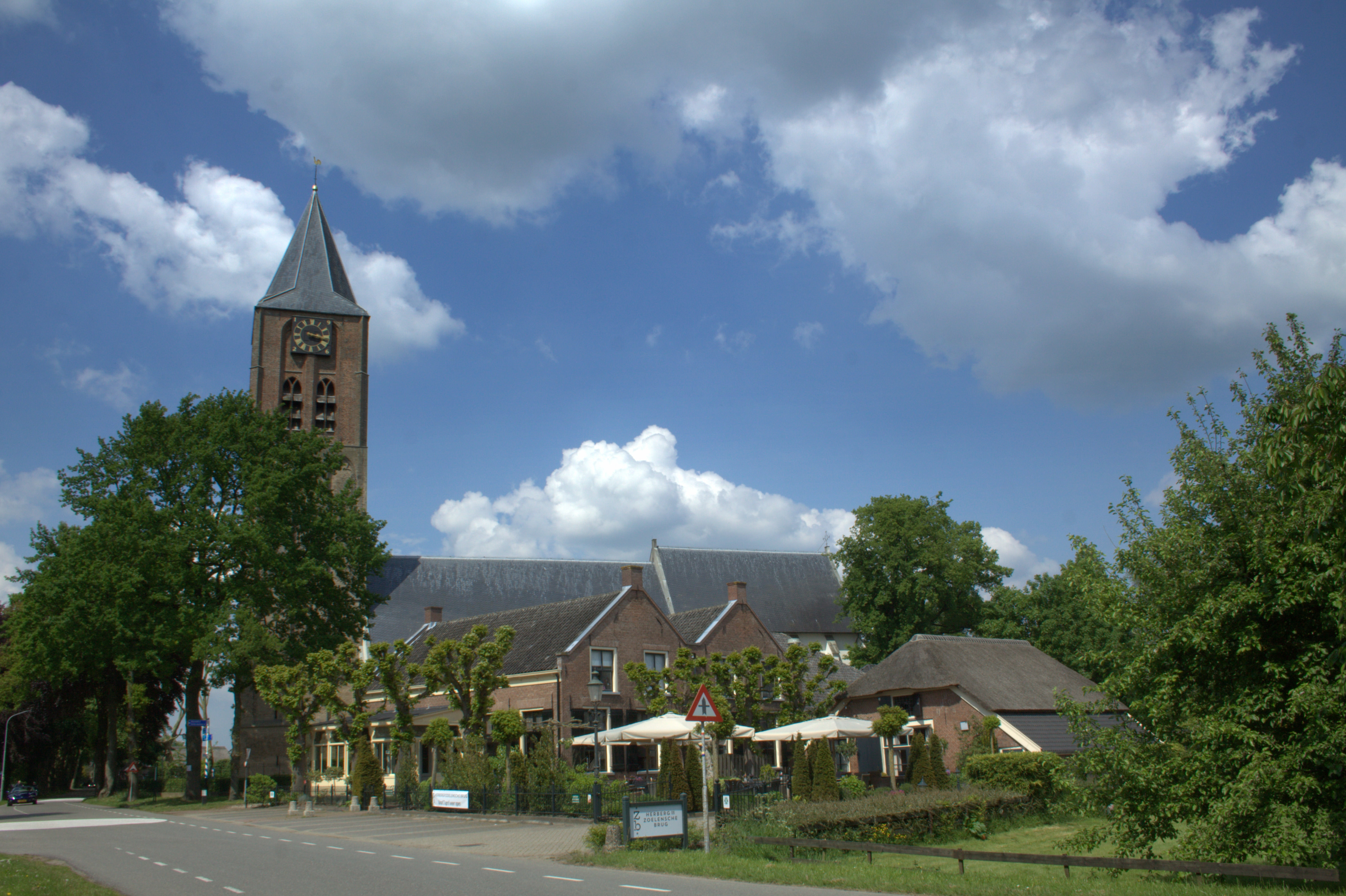
Zoelen: la chiesa di Santo Stefano

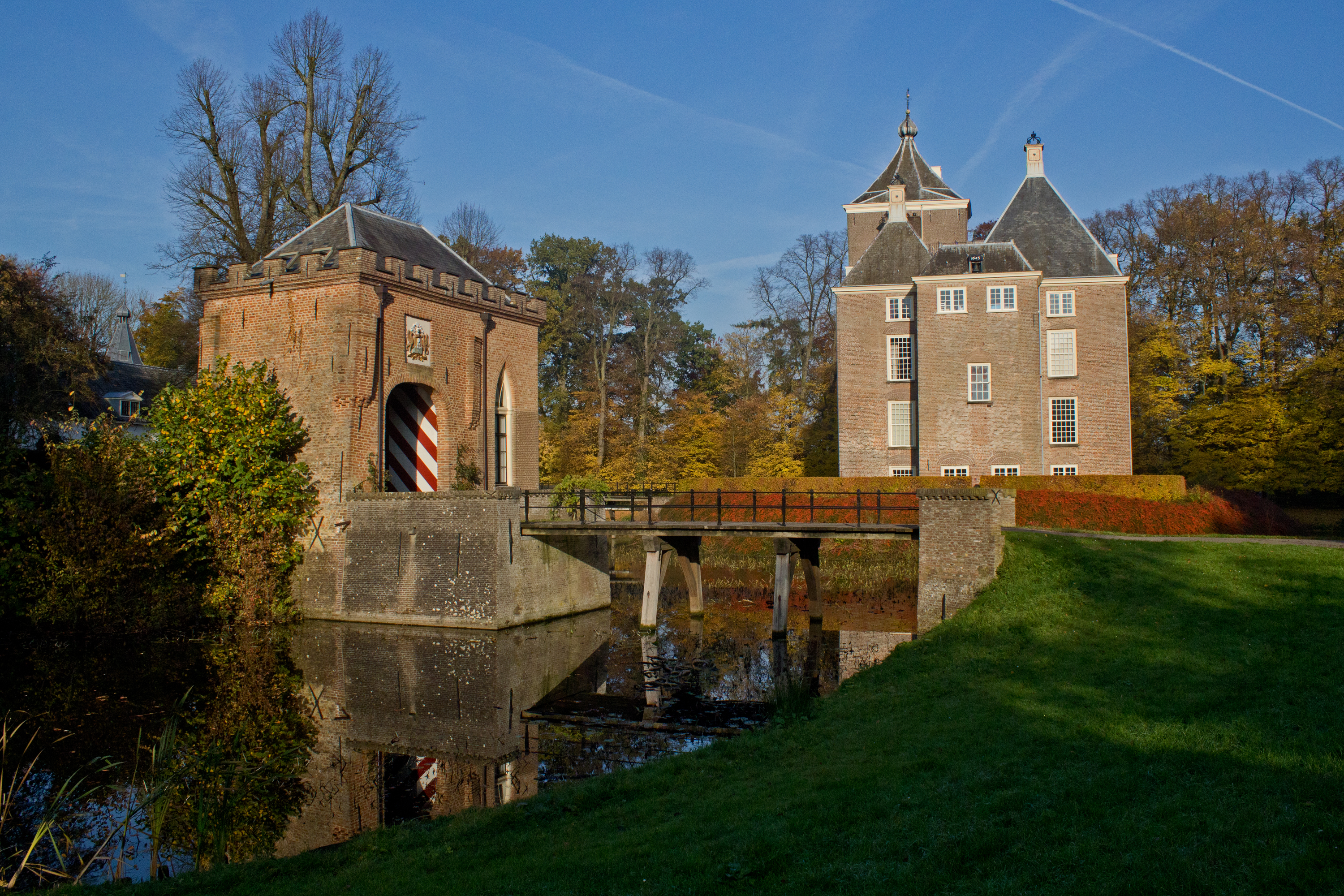
Zoelen: il castello di Soelen

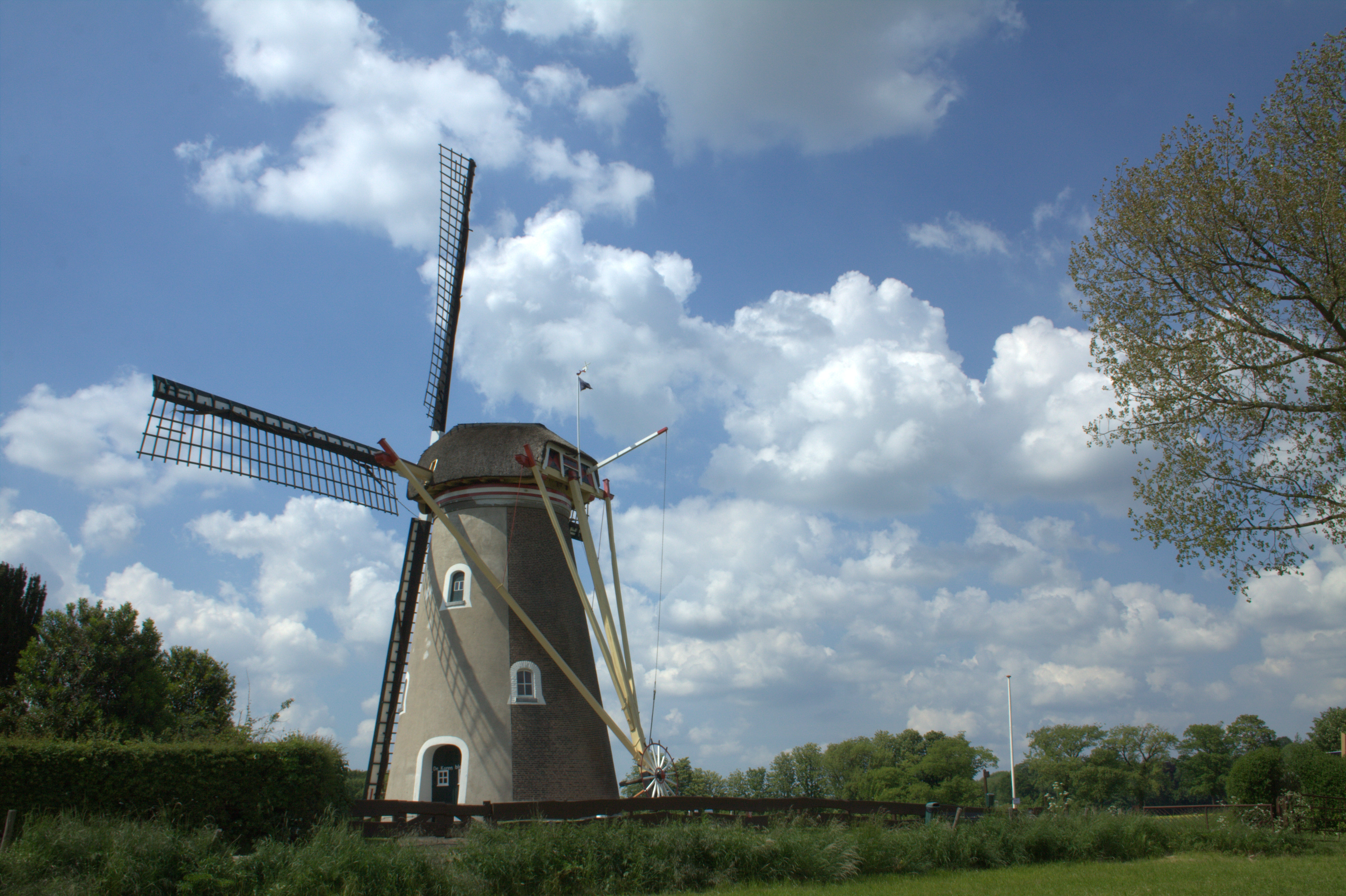
Zoelen: il muino "De Korenbloem"

Zoelen è un villaggio (dorp) di circa 1600-1700 abitanti dell'est dei Paesi Bassi, facente parte della provincia della Gheldria (Gelderland) e situato nella regione della Batavia. Dal punto di vista amministrativo, si tratta di un ex-comune, dal 1978 inglobato nella nuova municipalità di Buren.

## Geografia fisica
Zoelen si trova a nord del corso del fiume Mosa, tra Utrecht e Nimega (rispettivamente a sud/sud-est della prima e a nord/nord-ovest della seconda), a pochi chilometri a sud di Culemborg e di Wijk bij Duurstedee a pochi chilometri a nord di Tiel.

## Origini del nome
Il toponimo Zoelen, attestato in questa forma dal 1368 e anticamente come Solina (788-789), Soulen (1139), Suolen (1179), deriva dal nome di un fiume non più esistente, il Soel.

## Storia

### Dalle origini ai giorni nostri
L'area in cui sorge Zoelen è abitata almeno sin dal II secolo d.C.
Zoelen divenne un comune indipendente nel 1811. Nel 1818, si rese indipendente dal comune di Zoelen la località di Wadenoijen, che comprendeva anche i villaggi di Drumpt e Passewaaij.
Nel 1964, la sede del municipio di Zoelen venne spostata nel villaggio di Kerk-Avezaath, dove rimase fino al 1977, anno della soppressione del comune di Zoelen.

### Simboli
Nella stemma di Zoelen è raffigurata una croce rossa su sfondo bianco.<name=hw/>

## Monumenti e luoghi d'interesse
Zoelen vanta 35 edifici classificati come rijksmonument e 29 edifici classificati come gemeentelijk monument..

### Architetture religiose

#### Chiesa di Santo Stefano
Principale edificio religioso di Zoelen è la chiesa di Santo Stefano (Stefanuskerk), situata nella Kekstraat e risalente al XVI secolo.

### Architetture civili

#### Castello di Soelen
Nella tenuta di Soelen si trova poi il castello (di) Soelen (Kasteel Soelen o Huis Soelen), risalente al XVI-XVII secolo (ma le cui origini risalgono al XII secolo) e appartenuto alla famiglia Van Soelen.

#### Mulino "De Korenbloem"
Altro edificio d'interesse di Zoelen è il mulino "De Korenbloem", un mulino a vento situato lungo la Molenstraat e risalente al 1775.

## Società

### Evoluzione demografica
Al censimento del 2021, Zoelen contava una popolazione pari a 1 710 abitanti.
La popolazione al di sotto dei 16 anni era pari a 233 unità, mentre la popolazione dai 65 snni in su era pari a 359 unità.
La località ha conosciuto un inccremento demografico rispetto al 2020, quando contava 1 635 abitanti (dato che era in calo rispetto al 2019, quando Zoelen contava 1 650 abitanti),